# Krępna
Krępna (deutsch Krempa) ist eine Ortschaft in der polnischen Woiwodschaft Opole, Gemeinde Zdzieszowice (Deschowitz) im Powiat Krapkowicki (Landkreis Krappitz) im historischen Oberschlesien.

## Geographie

### Geographische Lage
Das Straßendorf Krępna liegt fünf Kilometer nordöstlich vom Gemeindesitz Zdzieszowice (Deschowitz), 10 Kilometer südöstlich von der Kreisstadt Krapkowice (Krappitz) und 32 Kilometer südöstlich von der Woiwodschaftshauptstadt Opole (Oppeln). Der Ort liegt in der Nizina Śląska (Schlesische Tiefebene) innerhalb der Kotlina Raciborska (Ratiborer Becken) hin zur Chełm (Chelm). Südlich des Dorfes verläuft die Oder. Im Osten und Norden liegen weitläufige Teichlandschaft. Südlich des Dorfes liegt der Badeteich Jezioro Srebrne, ein Altarm der Oder.
Der Ort liegt an der Bahnstrecke Kędzierzyn-Koźle–Opole. Durch den Ort verläuft die Woiwodschaftsstraße Droga wojewódzka 423.

### Ortsteile
- Bąków
- Borek
- Łęg
- Paryż
- Pietrowice
- Urzek

### Nachbarorte
Nachbarorte von Krępna sind im Nordwesten Oberwitz (poln. Obrowiec) und im Südosten Rozwadza  (Roswadze).

## Geschichte

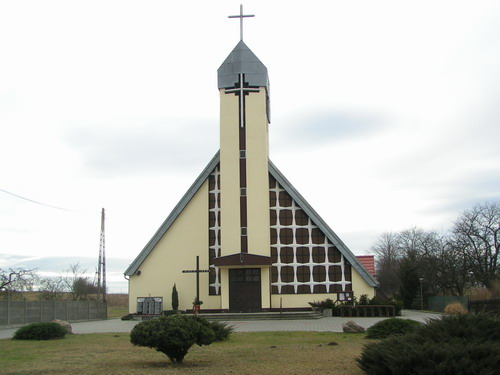
Peter-Paul-Kirche

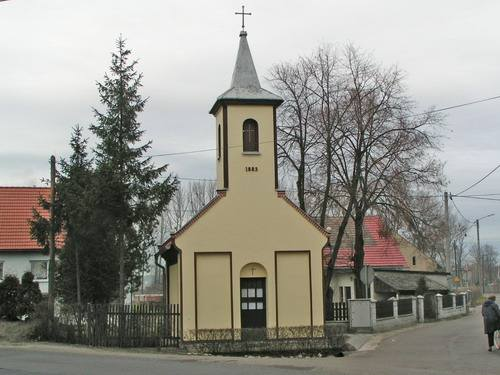
Peter-und-Paul-Kapelle

Der Ort entstand spätestens im 13. Jahrhundert und wurde 1295–1305 im Liber fundationis episcopatus Vratislaviensis (Zehntregister des Bistums Breslau) urkundlich als „Crampna“ erwähnt.
Nach dem Ersten Schlesischen Krieg 1742 fiel Krempa mit dem größten Teil Schlesiens an Preußen. Der Ort wurde 1783 im Buch Beyträge zur Beschreibung von Schlesien als Krempa erwähnt, gehörte einem Grafen von Gaschin und lag im Kreis Groß Strehlitz des Fürstentums Oppeln. Damals hatte er 177 Einwohner, ein Vorwerk, drei Mühlen, sieben Bauern und 24 Gärtner.
Nach der Neuorganisation der Provinz Schlesien gehörte die Landgemeinde Krempa ab 1816 zum Landkreis Groß Strehlitz im Regierungsbezirk Oppeln. 1845 bestanden im Ort eine Zieglei, drei Wassermühlen und 55 Häuser. Im gleichen Jahr lebten in Krempa 398 Menschen, allesamt katholisch. 1865 bestand Krempa aus einem herrschaftlichen Vorwerk und einem Dorf. Das Dorf hatte zehn Bauern, 21 Gärtner und 21 Häusler, sowie eine katholische Schule. 1874 wurde der Amtsbezirk Zyrowa gegründet, welcher die Landgemeinden Jeschiona, Krempa, Oleschka und Zyrowa und die Gutsbezirke Dallnie, Dallnie Vorwerk, Jeschiona und Zyrowa umfasste.
Bei der Volksabstimmung in Oberschlesien am 20. März 1921 stimmten im Ort 150 Wahlberechtigte für einen Verbleib Oberschlesiens bei Deutschland und 260 für eine Zugehörigkeit zu Polen. Auf Gut Krempa stimmten 51 für Deutschland und elf für Polen. Krempa verblieb nach der Teilung Oberschlesiens beim Deutschen Reich. 1933 lebten im Ort 734 Einwohner. 1936 wurde der Ort im Zuge einer Welle von Ortsumbenennungen der NS-Zeit in Ambach umbenannt. 1939 hatte der Ort 832 Einwohner. Bis 1945 befand sich der Ort im Landkreis Groß Strehlitz.
Infolge des Zweiten Weltkrieges kam der Ort 1945 unter polnische Verwaltung, wurde später der Woiwodschaft Schlesien angeschlossen und in Krępna umbenannt. 1950 kam der Ort zur Woiwodschaft Opole, 1999 zum wiedergegründeten Powiat Krapkowicki.

## Sehenswürdigkeiten

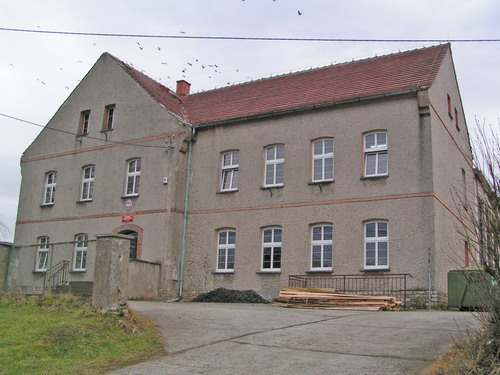
Schule

- Römisch-katholische Peter-Paul-Kirche (poln. Kościół pw. św. Apostołów Piotra i Pawła)
- Die neoromanische Peter-und-Paul-Kapelle (poln. Kaplica św. Piotra i św. Pawła) mit Glockenturm wurde 1883 errichtet.[8]
- Denkmal für die Gefallenen beider Weltkriege
- Bildstock für die heiligen Rochus
- Altes Schulgebäude
- Wegkreuze

## Vereine
- Freiwillige Feuerwehr OPS Krępna
- Fußballverein  LZS Korona Krępna